# Barrera fronteriza Israel-Siria
La Barrera entre Israel y Siria es una barrera que Israel construyó a lo largo de la frontera con Siria. En enero de 2013, el primer ministro de Israel, Benjamin Netanyahu, anunció mejoras similares a la valla de seguridad de 230 kilómetros de extensión que fue erigida en la frontera con Egipto. 
La valla de seguridad es para evitar la infiltración del terrorismo a través de territorio sirio a Israel. Las mejoras anunciadas son consecuencia de los acontecimientos de la Guerra Civil Siria donde han muerto más de 70.000 personas. 
Unos 10 kilómetros de la barrera ya fueron mejorados.